# Takuma Tsuda
Takuma Tsuda (津田 琢磨 Tsuda Takuma?, nacido el 4 de octubre de 1980 en Saitama) es un futbolista japonés que se desempeña como defensa.

## Trayectoria

### Clubes
| Club           | País  | Año         |
| -------------- | ----- | ----------- |
| Ventforet Kofu | Japón | 2003 - 2007 |
| Ehime FC       | Japón | 2008        |
| Ventforet Kofu | Japón | 2008 - 2017 |
| Tochigi Uva FC | Japón | 2018 -      |

## Estadística de carrera

### J. League
| Club           | Año   | J. League | J. League | Copa J. League | Copa J. League | Total | Total |
| Club           | Año   | Part.     | Goles     | Part.          | Goles          | Part. | Goles |
| -------------- | ----- | --------- | --------- | -------------- | -------------- | ----- | ----- |
| Ventforet Kofu | 2003  | 7         | 0         | -              | -              | 7     | 0     |
| Ventforet Kofu | 2004  | 29        | 4         | -              | -              | 29    | 4     |
| Ventforet Kofu | 2005  | 25        | 1         | -              | -              | 25    | 1     |
| Ventforet Kofu | 2006  | 5         | 0         | 3              | 0              | 8     | 0     |
| Ventforet Kofu | 2007  | 6         | 0         | 1              | 0              | 7     | 0     |
| Ehime FC       | 2008  | 13        | 0         | -              | -              | 13    | 0     |
| Ventforet Kofu | 2008  | 0         | 0         | -              | -              | 0     | 0     |
| Ventforet Kofu | 2009  | 8         | 0         | -              | -              | 8     | 0     |
| Ventforet Kofu | 2010  | 13        | 0         | -              | -              | 13    | 0     |
| Ventforet Kofu | 2011  | 6         | 0         | 1              | 0              | 7     | 0     |
| Ventforet Kofu | 2012  | 23        | 1         | -              | -              | 23    | 1     |
| Ventforet Kofu | 2013  | 3         | 0         | 4              | 0              | 7     | 0     |
| Ventforet Kofu | 2014  | 2         | 0         | 1              | 0              | 3     | 0     |
| Ventforet Kofu | 2015  | 27        | 0         | 1              | 0              | 28    | 0     |
| Ventforet Kofu | 2016  | 25        | 2         | 1              | 0              | 26    | 2     |
| Ventforet Kofu | 2017  | 0         | 0         | 3              | 0              | 3     | 0     |
| Total          | Total | 192       | 8         | 15             | 0              | 207   | 8     |

## Palmarés

### Títulos nacionales
| Título    | Club           | País  | Año  |
| --------- | -------------- | ----- | ---- |
| J2 League | Ventforet Kofu | Japón | 2012 |